# دورنگچک
دورنگچک (به لهستانی:  Dwerniczek) یک روستا در لهستان است که در گمینا لوتوویسکا واقع شده‌است. دورنگچک ۷۰ نفر جمعیت دارد.